# Akira Emoto

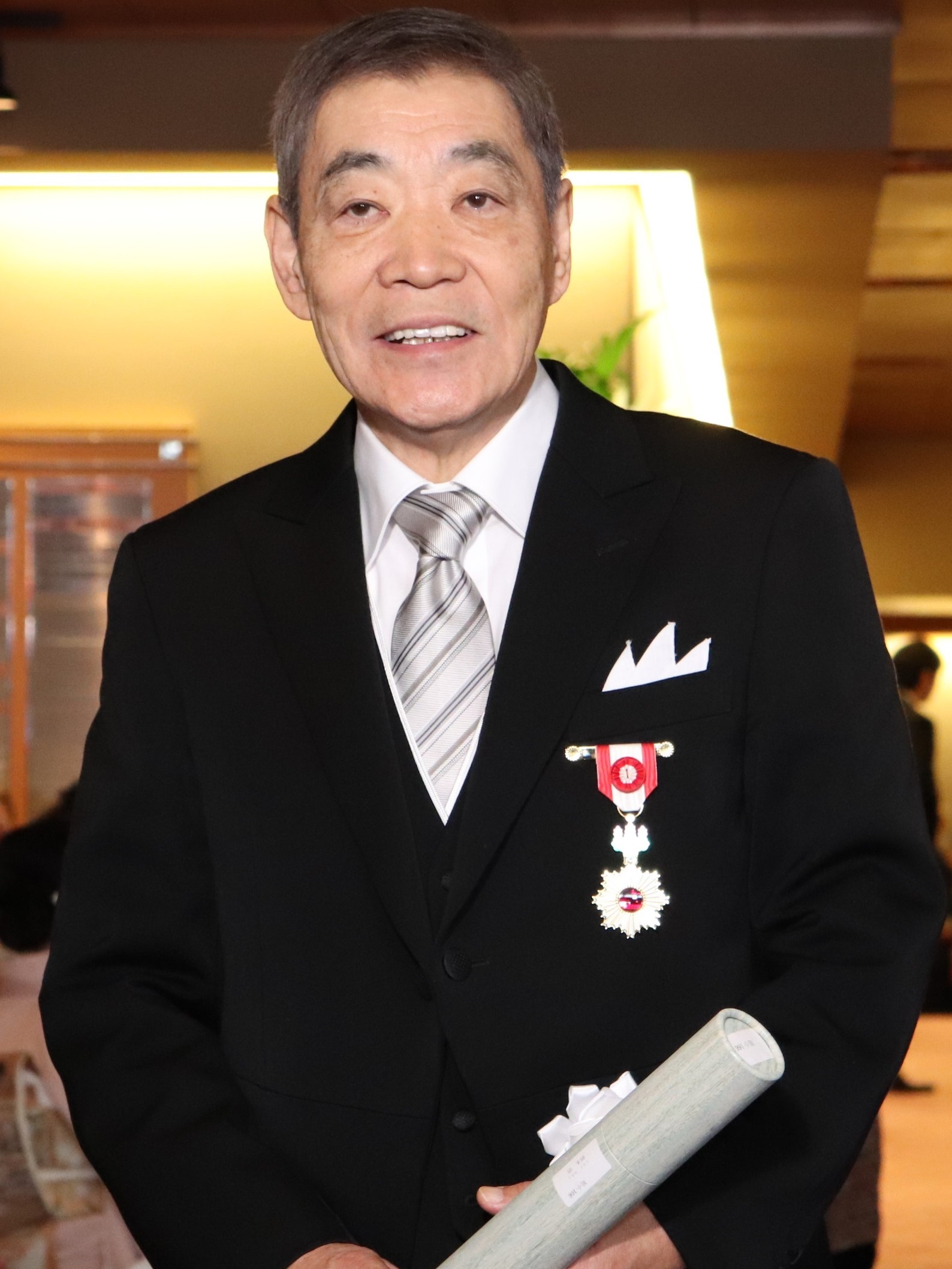
Akira Emoto nach der Ordensverleihung 2019

Akira Emoto (japanisch 柄本 明 Emoto Akira; geboren am 3. November 1948 in Chūō (ugs. Tokio), Tokio) ist ein japanischer Schauspieler, der auf eine lange Fernseh- und Filmkarriere zurückblicken kann und in zahlreichen japanischen und auch international bekannten Filmen mitspielte.

## Leben
Akira Emoto machte einen Schulabschluss an der Maschinenabteilung der Tokyo Industrial High School (englisch für die 東京都立王子工業高等学校 Tōkyo toritsu Hachiōji kōgyō kōtō-gakkō, „präfekturbetriebene technische Oberschule Tokio-Hachiōji“). Anschließend arbeitete er in einer Handelsfirma. Letztendlich entschied er sich jedoch für den Beruf des Schauspielers.
Er war bis zu ihrem Tod mit der Schauspielerin Kazue Tsunogae (1954–2018) verheiratet und ist Vater von Tasuku Emoto und Tokio Emoto, die auch beide Schauspieler sind.

## Karriere
Akira Emoto besuchte die Schauspielklasse der Theatergruppe „Marui“, die von dem Schauspieler Nobuo Kaneko geleitet wurde. Dort lernte er seinen ebenfalls sehr bekannten Kollegen Yusaku Matsuda kennen, mit dem er in die gleiche Klasse ging.
Emoto gab sein Schauspieldebüt in den späten 1970er Jahren und erlangte in den 1980er Jahren mit seinen Rollen in Filmen unter der Regie von Jūzō Itami Anerkennung.
1976 gründete Akira Emoto die Schauspielergruppe Tokyo Dry Battery, der er vorstand.
1999 gewann er den Preis der japanischen Filmakademie als bester Schauspieler für seine Rolle in dem japanischen Film Kanzō-sensei (カンゾー先生, deutsch Dr. Akagi). Außerdem wurde er mit dem Preis für den besten Nebendarsteller beim 7. Hochi Film Award für Lovers Lost und Hearts and Flowers für Tora-san ausgezeichnet.
Im Jahr 2015 gewann er den 41. Hoso Bunka Foundation Award für die beste schauspielerische Leistung in der Kategorie Programm. Von seiner Heimat wurde er 2019 geehrt, als er den Orden der Aufgehenden Sonne Goldstrahlen mit Halsband, im Rang eines Offiziers. (旭日小綬章を受勲, kyokujitsushōjushō) in Anerkennung seiner Leistungen und seiner langen Präsenz als Fernseh- und Filmschauspieler erhielt.
In seinem Beruf als Schauspieler arbeitet er, wie er auf mubi.com veröffentlicht, nach folgendem Motto:
„Aber egal, ob das Drehbuch gut oder schlecht ist, ich arbeite hart und sage, was drin steht. Das ist es doch, worum es bei der Arbeit geht, oder?“
Von der Website filmlifestyle.com wird er zu den 25 besten japanischen Schauspieler gezählt. Dort charakterisierte man ihn folgendermaßen: „Emoto’s performances are known for their depth and authenticity, and he has been praised for his ability to portray a wide range of characters with nuance and subtlety.” (Emotos Darbietungen sind für ihre Tiefe und Authentizität bekannt, und er wurde für seine Fähigkeit gelobt, ein breites Spektrum von Charakteren mit Nuancen und Subtilität darzustellen). Man bescheinigte ihm dort auch “unvergessliche Leistungen” in seinen Rollen. Über ihn wurde auch geschrieben, dass er das japanische Kino interessanter gemacht habe, wie Hiroaki Saito auf cinematoday.jp urteilt.
Akira Emoto veröffentlichte 1987 auch eine LP namens What´s Happening!.

## Filmografie (Auswahl)
- 1982: Hearts and Flowers for Tora-san (Otoko wa tsurai yo: Torajiro ajisai no koi)
- 1982: Lovers Lost (Dôtonborigawa)
- 1998: Dr. Akagi (Kanzō sensei)
- 2011: In His Chart (Kamisama no karute)
- 2013: The Unforgiven (Yurusarezaru Mono)
- 2017: Mukoku
- 2018: Shoplifters – Familienbande (Manbiki kazoku)
- 2019 They Say Nothing Stays the Same (Aru sendo no hanashi)
- 2023: Hard Days (Saigo made Iku)